# Perollo (famiglia)
La famiglia Perollo è stata una delle principali famiglie nobili feudali del tardo alto-medioevo siciliano, di origine normanna, trapiantata in Sicilia nel 1071 da un Gilberto. Il nome deriva da una fortificazione innalzata da Guntrano, granduca d'Angen e di Perignon, sul monte Peraul in Francia. Fu strettamente imparentata con la casa reale normanna degli Altavilla fino alla successione reale degli Hohenstaufen.

## Storia
Gilberto, signore di Perignon e marito di Aldelia nipote di Adelasia, moglie del conte Ruggero, partì con lo zio alla volta dell'Italia e nel 1071 si recò in Sicilia. Morta la prima moglie, Gilberto, a 51 anni, sposò a Sciacca la figlia di Ruggero, Giulietta (vedova del conte Zamparrone), divenendo genero del re. Ebbe in dote il dominio di Sciacca e di altre terre e feudi. I discendenti goderono della città sino a Guglielmo il Malo, il quale lasciò ai Perollo solamente il dominio sul castello vecchio e sulla cappella reale. 

La casata Perollo, oltre al castello di Sciacca, ha posseduto le baronie di Culla, del Carabo, Castellammare del Golfo, S. Bartolomeo, Calamonaci, Cassaro, Licodia, Pandolfina ed altre. Il matrimonio di una Peralta con Artale de Luna fece nascere odio tra le famiglie, che si combatterono per generazioni, faida conosciuta come primo e secondo caso di Sciacca.

## Blasone
Arma: D'azzurro, alla torre merlata d'oro, aperta e finestrata di nero.

## Principali esponenti
- Guglielmo Perollo, figlio di Gilberto, ebbe la signoria di Veria, la carica di maestro giustiziere del regno nel 1144 e quella di straticoto di Messina nel 1154.
- Giliberto Perollo
- Giorgio
- Matteo, maestro giustiziere, fu consigliere di stato e di guerra.
- Ludovico, fratello di Guglielmo fu generalissimo delle armi di Re Ruggero.
- Giovanni Perollo
- Giacomo Perollo
- Federico Perollo